# ژیلا ایپکچی
ژیلا ایپکچی (زاده ۶ بهمن ۱۳۳۳ در تهران) تدوین‌گر فیلم‌های سینمایی اهل ایران است.

## تدوین
- آخرین بار کی سحر را دیدی(۱۳۹۴)
- ستایش(۱۳۸۸)
- تک درخت‌ها (۱۳۸۶)
- خواب زمستانی (۱۳۸۶)
- خواب سفید (۱۳۸۰)
- نورا (۱۳۸۰)
- راز شب بارانی (۱۳۷۹)
- سیاوش (۱۳۷۷)
- طوطیا (۱۳۷۷)
- قاصدک (۱۳۷۵)
- لبنان عشق من (۱۳۷۴)
- در کمال خونسردی (۱۳۷۳)
- درد مشترک (۱۳۷۳)
- دایان باخ (۱۳۷۱)
- مخترع ۲۰۰۱ (۱۳۷۰)
- پرده آخر (۱۳۶۹)
- رنو تهران ـ ۲۹ (۱۳۶۹)
- نار و نی (۱۳۶۷)

## جشنواره‌ها
- برنده سیمرغ بلورین بهترین تدوین (نار و نی) از هفتمین دوره جشنواره فیلم فجر - ۱۳۶۷
- کاندیدای بهترین تدوین (پرده آخر) از نهمین دوره جشنواره فیلم فجر - ۱۳۶۹
- کاندیدای بهترین تدوین (در کمال خونسردی) از سیزدهمین دوره جشنواره فیلم فجر - ۱۳۷۳